# Günter Neumann (músico)
Günter Christian Ludwig Neumann (Berlín, 19 de marzo de 1913 - Múnich, 17 de octubre de 1972) fue un artista de cabaret, letrista, compositor y pianista alemán.

## Biografía
Su nombre completo era Günter Christian Ludwig Neumann, y nació en Berlin, Alemania. Tras completar los estudios escolares, Neumann asistió a una academia de música en Berlín. A partir de 1929 trabajó como pianista y humorista en el Kabarett der Komiker, participando en el diseño de los espectáculos. En el año 1937 llevó el show de cabaret Gib ihm y en la época trabajó también en la radio. Sirvió como soldado en la Segunda Guerra Mundial, durante la cual fundó un teatro en el frente y, tras ser hecho prisionero, un teatro en el campo de reclusión.
Finalizada la contienda volvió a Berlín, donde volvió a escribir para el cabaret. Sus mayores éxitos fueron las revistas Alles Theater (1947) y Schwarzer Jahrmarkt (1948). Durante el Bloqueo de Berlín, Neumann publicó en Berlín Oeste la revista satírica „Insulaner“. Fundó el espectáculo radiofónico de cabaret Die Insulaner, uno de los más populares del momento, que se emitió por la Rundfunk im amerikanischen Sektor y más adelante por televisión. Su tema principal era el enfrentamiento Este Oeste, con la situación “insular” de Berín Occidental como epicentro (de ahí su título).
Además de su trabajo de cabaret, Neumann también escribió guiones cinematográficos y tradujo al alemán el musical Kiss Me, Kate. A finales de 1958 se mudó a Múnich, donde trabajó para la televisión. Escribió, entre otras cosas, para el programa de radio Die Rückblende, además de canciones para el show televisivo de Hans Rosenthal Dalli Dalli.

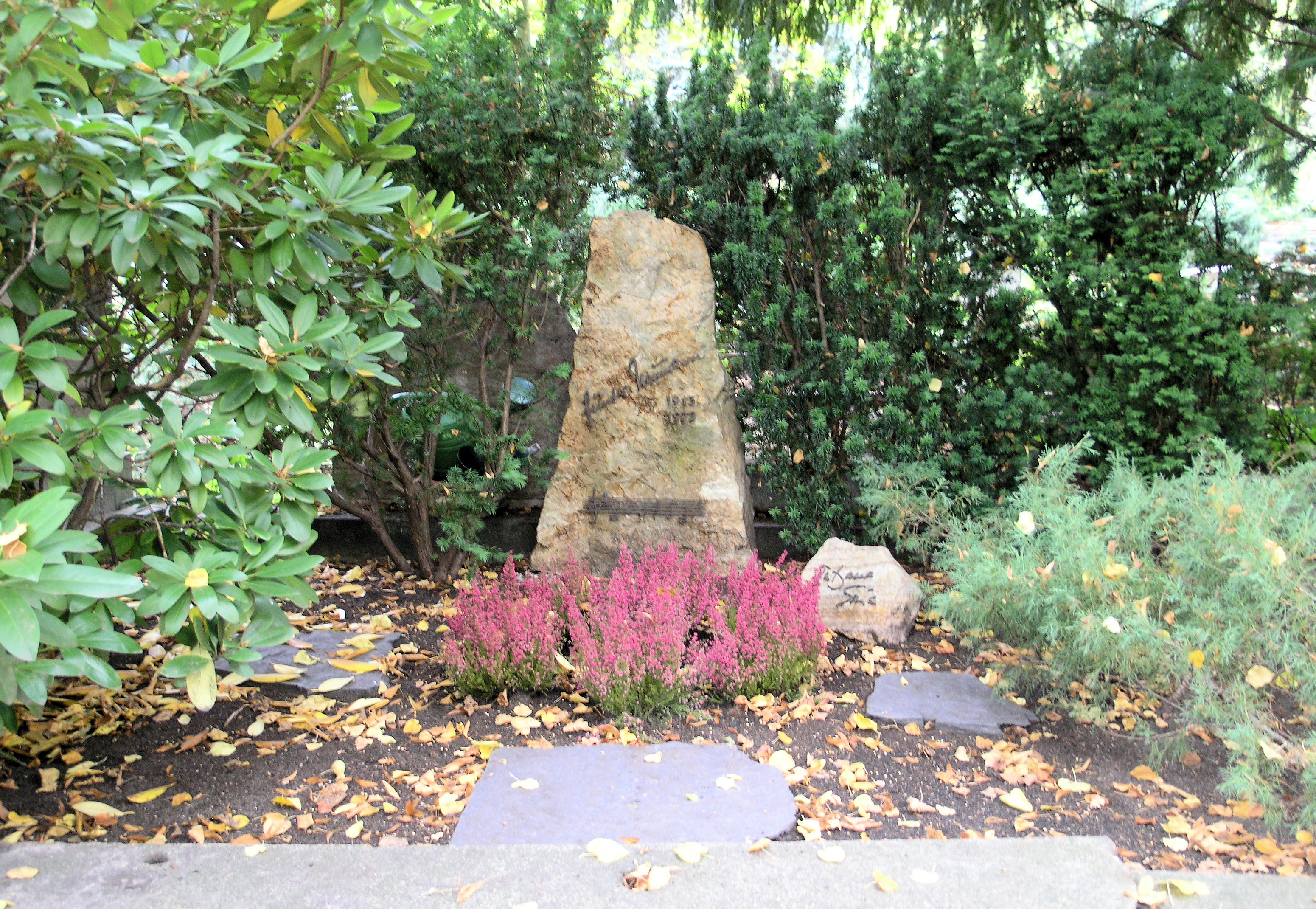
Tumba de Neumann en Berlín-Westend

Günter Neumann falleció en Múnich en 1972, a los 59 años de edad. Fue enterrado en el Cementerio Luisenfriedhof III de Berlín-Westend. En 1938 se había casado con la actriz cinematográfica y de cabaret Tatjana Sais, cofundadora de „Insulaner“, y a la que había conocido en el cabaret „Katakombe“. La pareja se divorció más adelante. 

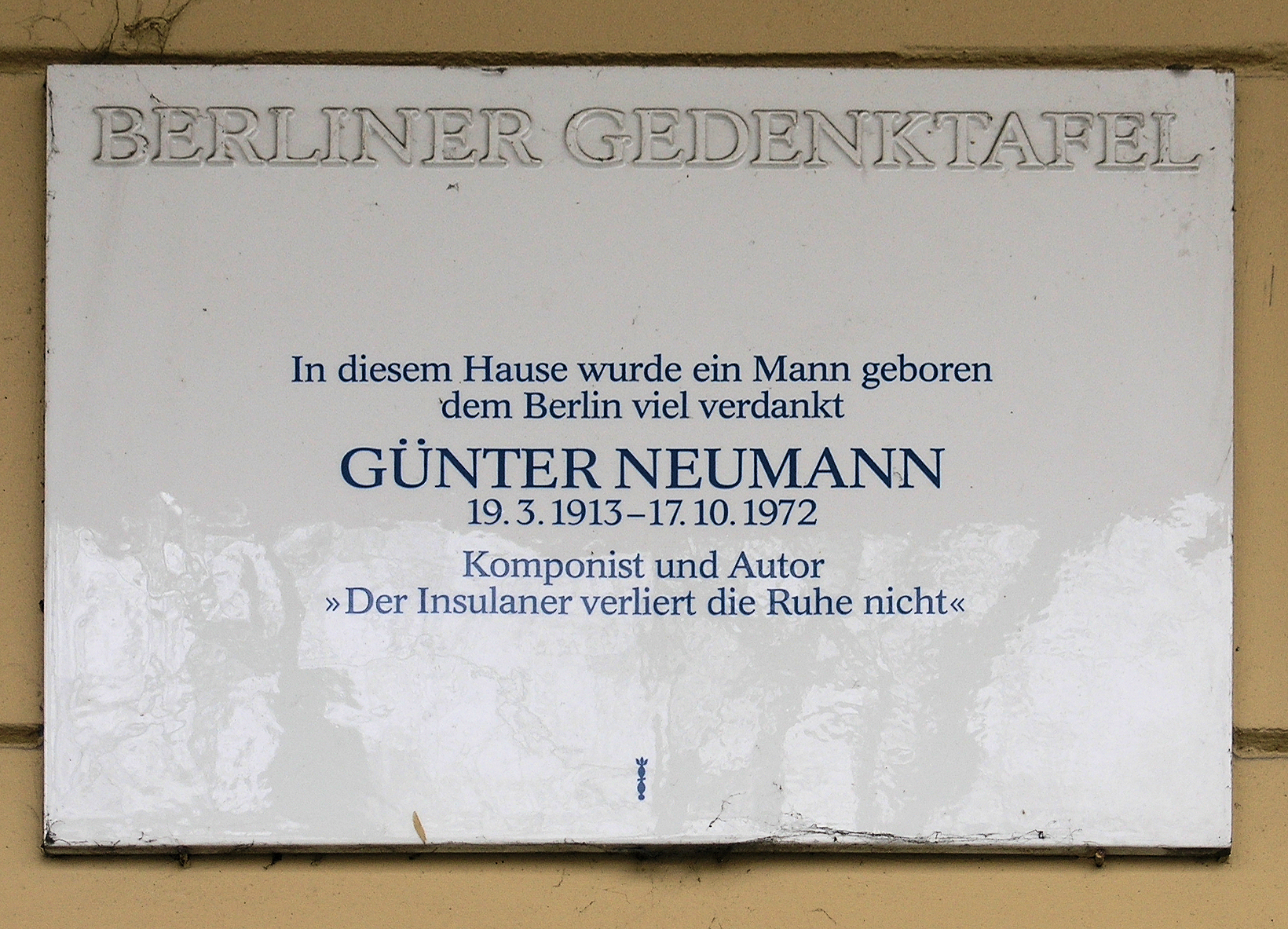
Placa en su memoria en Charlottenburg

## Premios
Günter Neumann fue galardonado con la Berliner Freiheitsglocke (Campana de la Libertad), con el laurel de plata del Premio David O. Selznick, con el Premio de Arte de Berlín (Berliner Kunstpreis), y con el anillo Paul Lincke.

## Libros
- 1950: Ich war Hitlers Schnurrbart. Eine Groteske. Steegemann, Berlín (Die Bank der Spötter)
- 1958: Die Insulaner. Lothar Blanvalet Verlag, Berlín-Wannsee
- 1968: Neue Chansons. Jahrgang 1968. Siegel, Múnich
- 1975: Schwarzer Jahrmarkt. Eine Revue der Stunde Null. 1.–15. Tsd.  Lothar Blanvalet Verlag, Berlín-Wannsee, ISBN 3-7605-8508-6

## Teatro
- Alles Theater
- Der Blumentopf
- Der kleine Napoleon
- Ich war Hitlers Schnurrbart
- Salto Mortale
- Schwarzer Jahrmarkt

## Guionista (selección)
- 1939: Paradies der Junggesellen
- 1948: Berliner Ballade
- 1950: Herrliche Zeiten
- 1954: Feuerwerk
- 1958: Das Wirtshaus im Spessart
- 1958: Wir Wunderkinder
- 1959: Der Engel, der seine Harfe versetzte
- 1959: Das schöne Abenteuer
- 1960: Das Spukschloß im Spessart
- 1962: Schneewittchen und die sieben Gaukler
- 1967: Herrliche Zeiten im Spessart